# Мочище (станція, Новосибірська область)
Мочище (рос. Мочище) — населений пункт (тип: станція) у Новосибірському районі Новосибірської області Російської Федерації.
Входить до складу муніципального утворення Станціонна сільрада. Населення становить 3698 осіб (2010).

## Історія
Згідно із законом від 2 червня 2004 року органом місцевого самоврядування є Станціонна сільрада.

## Населення
| 2002 | 2007  | 2010  |
| ---- | ----- | ----- |
| 3357 | ↗3610 | ↗3698 |